# إنريكي ألبا
إنريكي ألبا (بالإسبانية: Enrique Alba)‏ هو عالم حاسوب إسباني، ولد في 23 أكتوبر 1968 في بيناموكارا في إسبانيا.